# Disperse Yellow 23
Disperse Yellow 23 ist ein Disazofarbstoff aus der Gruppe der Dispersionsfarbstoffe, der im Textilbereich eingesetzt wird.

## Eigenschaften
Bei der reduktiven Spaltung von Disperse Yellow 23 werden die aromatischen Amine 4-Aminoazobenzol, Anilin und 1,4-Phenylendiamin gebildet. Daher ist die Verwendung von Disazofarbstoffen wie Disperse Red 151, Disperse Yellow 7, Disperse Yellow 23 und Disperse Yellow 56, die sich von p-Aminoazobenzol ableiten, sehr eingeschränkt.
Disperse Yellow 23 ist als allergisierend und krebserregend bekannt.